# 觀心論
《觀心論》，又名煎乳論，全一卷。為智顗之作。收於大正藏第四十六冊。同名之作有達摩祖師觀心論。

## 思想
四種三昧、二十五方便法、十種境界、一心三智、十法成乘、破法遍、不起順道法愛等，最後以解釋六即義作結。六即為「理即」，「名字即」，「觀行即」，「相似即」，「分真即」，「究竟即」。

## 學術資料
- 林穎詩 智顗《觀心論》初探 2011 佛光大學
- 釋覺啟 試析天台智者大師以「觀心」詮釋的意趣 1999 華嚴專宗學院

## 近似典籍
- 《摩訶止觀》
- 《觀心論疏》